# 博若·格尔基尼奇
博若·格尔基尼奇（1913年11月17日—1996年2月3日），克罗地亚前男子水球、篮球运动员。他曾代表南斯拉夫国家队参加1948年夏季奥林匹克运动会水球比赛，获得第9名。